# Броненосные крейсера типа «Глуар»
Броненосные крейсера типа «Глуар» — тип крейсеров французского флота конца XIX века. Являлись развитием крейсеров типа «Монкальм». Всего построено 5 единиц: «Глуар» (La Gloire), «Марсельез» (Marseillaise), «Сюлли» (Sully), «Конде» (Conde), «Амираль Об» (Amiral Aube). Дальнейшим развитием этих крейсеров стали корабли типа «Леон Гамбетта».

## История
Построив серию больших броненосных крейсеров типа «Монкальм», французские кораблестроители сочли, что определили оптимальный тип броненосного крейсера для океанского рейдерства. Военно-морская доктрина Франции уделяла все большее внимание доктрине крейсерской войны; численное преимущество британского флота в последние годы XIX века непрерывно возрастало, и Франция, не в силах компенсировать разрыв строительством адекватного количества линейных кораблей, обратилась к массовой постройке броненосных крейсеров.
Пять крейсеров типа «Глуар» являлись развитием типа «Монкальм», отличавшимся, в основном, элементами вооружения. Два крейсера были заложены в 1899, два в 1900-м и один в 1901; однако, их постройка неоправданно затянулась из-за бюрократических проволочек и плохой организации работ французским адмиралтейством.

## Проектирование и постройка
| Название     | заложен      | спущен на воду | вошел в строй |
| ------------ | ------------ | -------------- | ------------- |
| «Глуар»      | октябрь 1899 | 12 июня 1900   | 1904 год      |
| «Марсельез»  | январь 1900  | 14 июля 1900   | 1903 год      |
| «Сюлли»      | июнь 1899    | июнь 1901      | 1903 год      |
| «Конде»      | март 1901    | 12 марта 1902  | 1904 год      |
| «Амираль Об» | октябрь 1899 | 9 мая 1902     | 1904 год      |

## Конструкция

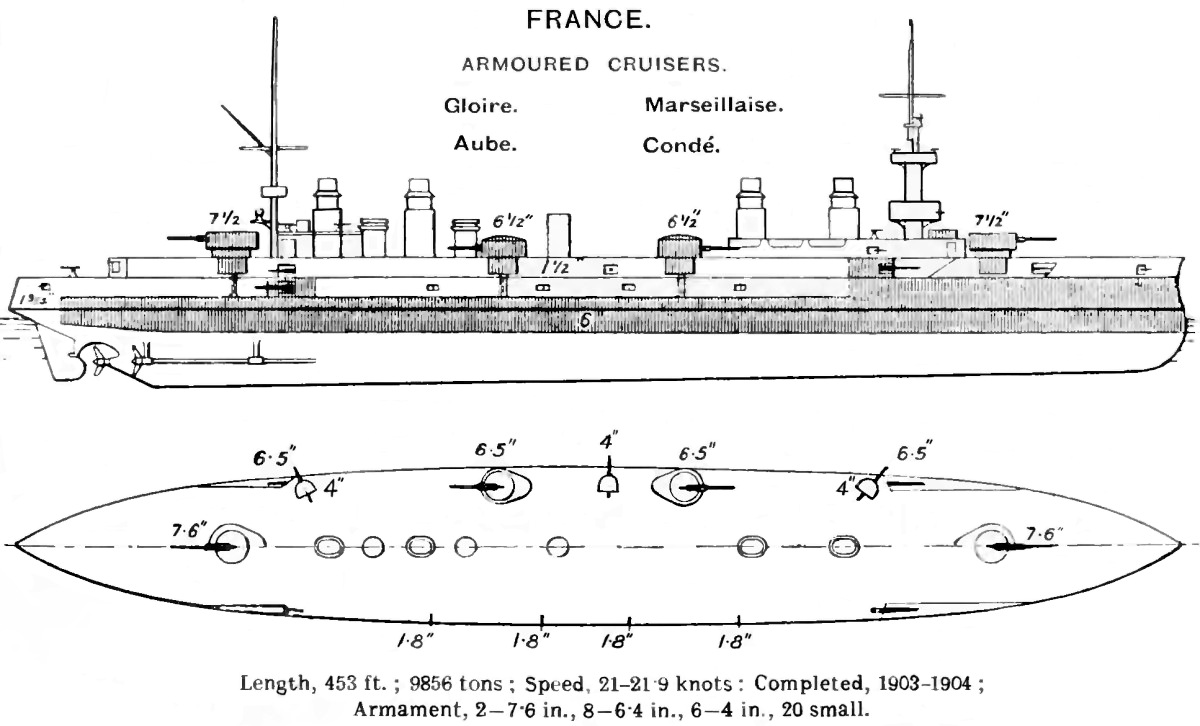
Броненосный крейсера типа «Глуар». Схема бронирования и размещения вооружения.

Крейсера типа «Глуар» представляли собой развитие удачного проекта «Монкальм», незначительно превосходя предшественников по размерам. Их водоизмещение составляло — у разных кораблей — от 9500 и до 10 200 тонн. Они были чуть больше прототипа с длиной в 139,8 метров, шириной 20,1 метр и осадкой в 7,4-7,6 метра.
Базовая архитектура корпусов полностью повторяла тип «Монкальм», с длинным полубаком, на котором располагались обе башни главного калибра, тяжелой боевой мачтой на носу и легкой сигнальной в корме. Крейсера имели четыре трубы, сгруппированные по две, и многочисленные вентиляторы. Также они несли более высокий мостик, чем на «Монкальме».

### Вооружение
Основное вооружение крейсеров типа «Глуар» соответствовало прототипу, но расположение его существенно отличалось перемещением скорострельных орудий в бронированные башни на полубаке. Основное вооружение крейсеров составляли по-прежнему две 194-мм 40-калиберные пушки образца 1896 года, установленные в двух орудийных башнях на носу и на корме.
Вспомогательное вооружение на «Глуарах» было представлено двумя типами скорострельных орудий — тяжелыми 163-мм 45-калиберными пушками образца 1896 года, и легкими 100-мм 45-калиберными пушками образца 1893 года. В отличие от «Монкальмов», на «Глуарах» вновь вернулись к расположению скорострельной артиллерии в вращающихся башнях; четыре 163-мм пушки были установлены в орудийных башнях на полубаке, по две с каждого борта. Ещё четыре 163-мм и шесть 100-мм орудий располагались в казематах на верхней и главной палубе, при этом на каждый борт работало по две 163-мм башенные, два 163-мм казематные и три 100-мм казематные пушки.
Противоминное вооружение состояло из восемнадцати 47-мм орудий Гочкисса, расположенных на палубе полубака в центре корпуса, в казематах на главной палубе и на крышах надстроек. На момент ввода кораблей в состав флота, это вооружение уже считалось устаревшим. Корабли типа «Глуар» были вооружены двумя подводными 450-мм торпедными аппаратами, расположенными в центре корпуса и стрелявшими перпендикулярно курсу; эффективность торпедного вооружения для них была уже очень сомнительна.

### Бронирование
Броневой пояс «Глуаров» тянулся вдоль ватерлинии; его высота была 3,3 метра, из которых 1 метр уходил под воду, и в носовой оконечности высота пояса повышалась ещё на метр. Он был изготовлен из никелевой стали, закаленной по методу американского инженера Гарвея. Его толщина в центральной части составляла 150 миллиметров, в оконечностях утоньшаясь до 80 миллиметров и к нижней кромке до 70 миллиметров. В корме пояс замыкался траверзной перегородкой.
Основная броневая палуба выпуклой формы опиралась скосами на нижнюю кромку броневого пояса. Её толщина в плоской части составляла 40 миллиметров, утолщаясь до 45 миллиметров на скосах. Над ней располагалась плоская верхняя палуба, защищенная 35 миллиметровой толщины броней; в оконечностях верхняя палуба утоньшалась до 20 миллиметров. Пространство между палубами было разделено на множество небольших отсеков, предназначенных для локализации повреждений.
Башни главного калибра крейсеров защищались 170 миллиметровой броней, их барбеты — 100—140 миллиметровой. Башни вспомогательного калибра защищались 100 миллиметровой броней. Казематы защищались 85 миллиметровыми плитами.

### Силовая установка
Крейсера типа «Глуар» имели трехвальную силовую установку. Три вертикальные паровые машины тройного расширения развивали мощность в 21800 л. с. Котельная группа различалась на разных кораблях; «Амираль Об», «Марсельеза» и «Салли» несли двадцать четыре котла Белльвиля, а «Глуар» и «Кондэ» — двадцать восемь котлов Никлссона, позволявших развивать скорость в 21,5 узлов. Запаса угля хватало на 8000 км экономичным 10 узловым ходом.

## Оценка проекта
Крупная серия броненосных крейсеров типа «Глуар» была важным дополнением к французскому арсеналу крейсерской войны. Развивая удачный проект «Монкальм», эти крупные, хорошо защищенные корабли с отличной мореходностью были адаптированы к крейсерским операциям на коммуникациях противника. Их броневая защита — полный пояс по ватерлинии — позволяла им не опасаться сильных затоплений от многочисленных попаданий снарядов британских скорострельных орудий; тяжелые же пушки на английских крейсерах того времени были немногочисленны и стреляли достаточно медленно. Сами же британские бронепалубные крейсера, лишенные бортовой защиты, могли быть легко разбиты скорострельными орудиями «Глуаров».
Боевые качества кораблей, однако, были сильно ограничены затянувшейся достройкой. Из-за проволочек, задержек с финансированием, бюрократической волокиты в адмиралтействе, крейсера этого типа вступили в строй только в 1904 году. К этому времени британский флот уже осознал слабость своих крейсерских сил и перешел на строительство собственных броненосных крейсеров, над которыми «Глуары» уже не имели столь значимых преимуществ. Адекватно оценив угрозу, французские кораблестроители пришли к выводу о необходимости новой радикальной перемены в дизайне их броненосных крейсеров.
|                                 | «Глуар»                                               | «Сент-Луис»                    | «Кент»                                       | «Йорк»                                          | «Идзумо»                                          | «Баян»                                       | «Монкальм»                                            |
| ------------------------------- | ----------------------------------------------------- | ------------------------------ | -------------------------------------------- | ----------------------------------------------- | ------------------------------------------------- | -------------------------------------------- | ----------------------------------------------------- |
| Год закладки                    | 1899                                                  | 1902                           | 1900                                         | 1903                                            | 1898                                              | 1900                                         | 1898                                                  |
| Год ввода в строй               | 1903                                                  | 1905                           | 1903                                         | 1905                                            | 1900                                              | 1903                                         | 1902                                                  |
| Водоизмещение нормальное, т     | 9856                                                  | 9855                           | 9957                                         | 9533                                            | 9906                                              | 7326                                         | 9548                                                  |
| Полное, т                       | ?                                                     | 11 024                         | 11 176                                       | 10 266                                          | 10 305?                                           | 8238                                         | ?                                                     |
| Мощность ПМ, л. с.              | 21 800                                                | 21 000                         | 22 000                                       | 19 000                                          | 14 500                                            | 16 500                                       | 19 600                                                |
| Максимальная скорость, узл      | 21,5                                                  | 22                             | 23                                           | 21                                              | 20,75                                             | 20,9                                         | 21                                                    |
| Дальность, миль (на ходу, узл.) | 6500(10)                                              | 6000 (10)                      | 6500 (10)                                    | 4200 (12)                                       | 4900 (10)                                         | 3900 (10)                                    | 8500(10)                                              |
| Бронирование, мм                |                                                       |                                |                                              |                                                 |                                                   |                                              |                                                       |
| Тип                             | ГС                                                    | ГС                             | НКС                                          | КС                                              | КС                                                | ГС                                           | ГС                                                    |
| Пояс                            | 150                                                   | 102                            | 102                                          | 100                                             | 178                                               | 200                                          | 150                                                   |
| Палуба(скосы)                   | 55(45)                                                | 25(76)                         | 19-51                                        | 60(50)                                          | 63(63)                                            | 60                                           | 55                                                    |
| Башни                           | 170                                                   | -                              | 127                                          | 150                                             | 152                                               | 150                                          | 200                                                   |
| Барбеты                         | 140                                                   | -                              | 127                                          | 150                                             | 152                                               | 150                                          | 200                                                   |
| Рубка                           | 150                                                   | 127 (КС)                       | 254                                          | 150                                             | 356                                               | 160                                          | 160                                                   |
| Вооружение                      | 2×194-мм/40 8×1×164-мм/45 6×100 мм 18×1×47-мм/43 2 ТА | 14×1×152-мм/50 18×1×76,2-мм/50 | 14(2×2,10×1) ×152-мм/45 10×1×76,2-мм/40 2 ТА | 2×2×210-мм/40 10×1×150-мм/40 14×1×88-мм/30 4 ТА | 2×2×203-мм/40 14×1×152-мм/40 12×1×76,2-мм/40 5 ТА | 2×203-мм/40 8×1×152-мм/45 20×1×75-мм/50 2 ТА | 2×194-мм/40 8×1×164-мм/45 4×100 мм 16×1×47-мм/43 2 ТА |

### Комментарии
1. ↑  Для британских и американских кораблей в источниках водоизмещение даётся в длинных тоннах, поэтому оно пересчитано в метрические тонны